# パウル・ペーター・エバルト
パウル・ペーター・エバルト（Paul Peter Ewald, 1888年1月23日 - 1985年8月22日）は、ドイツ生まれの結晶学者、物理学者。X線回折法のパイオニアで、X線回折法におけるエバルト球に名前を残している。姓はエヴァルトとも表記される。義理の息子はハンス・ベーテ。

## 経歴
ベルリンに生れた。ミュンヘン工科大学 でアーノルト・ゾンマーフェルトに学んだ。1921年にミュンスター大学に移り、リヒャルト・グロッカー (Richard Glocker) とX線の研究を行った。1932年からシュトゥットガルト大学の講師になった。1933年、ナチス支配下のドイツからアメリカに逃れた。1958年王立協会フェロー選出。
1978年マックス・プランク・メダル、1979年グレゴリー・アミノフ賞を受賞した。国際結晶学連合 (IUCr) のエバルト賞は彼の業績により設立された。ニューヨークで没した。
　